# Radio Le Mans
Radio Le Mans est une radio en langue anglaise diffusée ponctuellement pour les 24 Heures du Mans ou pour d'autres courses d'endurance.
Elle est diffusée pour la première fois, avec ses propres commentaires sur la course, lors des 24 Heures du Mans 1987.

## Historique

### Premières formes de diffusion
Aux 24 heures du Mans, pour la première fois en 1986, une radio locale, émettant spécialement le long du circuit pour l’événement, diffuse les commentaires officiels du speaker du circuit. En 1987, sous la direction de Harry Turner, la radio diffuse ses propres commentaires sur la course. Soutenue par l'équipe Silk Cut Jaguar et produite par Studio 6 Marketing, la station trouve rapidement les faveurs de dizaines de milliers de spectateurs anglophones lors de l'épreuve. Les premières années, le service est très rudimentaire : pas de commentaires dans les stands et une musique  diffusée en boucle pendant la nuit.
Tout au long de la fin des années 1980 et au début des années 1990, la station évolue en couvrant de nouveaux événements, comme en 1989 au Mans le « Mad Friday Campsite Tour » (le vendredi, veille de la course). Ce spectacle, conçu et présenté par un nouveau venu, John Hindhaugh, s'avère presque aussi populaire que la couverture de la course, ce qui propulse Hindhaugh, avec son accent distinctif du nord-est de l'Angleterre et son attitude irrévérencieuse, vers un statut similaire à celui des commentateurs.
Haymarket Publications, les éditeurs de Autosport, ont été impliqués dès 1988, en donnant des pages de publicité pour la station dans le magazine. Lorsque Studio 6 et Landon Brown, les premiers opérateurs du service, décident d'arrêter, Haymarket prend en charge le fonctionnement du service, et en conserve le contrôle jusqu'en 2005.
Depuis 2006, le service est assuré par Radio Show Ltd (RSL), qui a été spécifiquement créé pour assurer la pérennité de Radio Le Mans quand Haymarket Publications a décliné le renouvellement de contrat avec l'ACO.

### Site web
En 1997, la diffusion sur internet commence.
Le site web radiolemans.com diffuse un flux audio toute l'année, qui inclut la couverture en direct des principales courses du championnat du monde d'endurance (y compris les 24 heures du Mans), l'ELMS, les 24 heures du Nurburgring et les 24 heures de Silverstone. De plus, toutes les archives de RSL sont disponibles sur le site.

### Autres médias
Avec le temps, d'autres possibilités pour écouter Radio Le Mans ont été ajoutées.
De 2004 à 2006, la radio est également disponible par satellite, diffusée sur Globecast Radio par Sky Digital au Royaume Uni. Globecast Radio couvrait également le championnat ELMS. Elle a cessé de diffuser en janvier 2007.
En 2008, la radio est ajoutée au service Kangaroo TV proposé sur le circuit du Mans,(ce service a cessé de fonctionner), et en 2009 Radio Le Mans fait ses débuts sur Sirius satellite radio aux USA et au Canada.

### Utilisation dans des films
Le son de RSL a été utilisé pour le documentaire « Truth in 24 » ainsi que sa suite, et également pour le documentaire de Patrick Dempsey en 2013 diffusé sur Velocity aux États-Unis. 
De plus, John Hindhaugh est apparu en commentateur dans un documentaire sur l'équipe Jota Sport appelé « Journey to Le Mans ».

### Liste des présentateurs et commentateurs des 24 h du Mans
| Année | Présentateurs / Commentateurs / Reporters |
| ----- | --- |
| 1986  | Diffusion de la voix du speaker officiel du circuit (en français), avec en complément Bob Constanduros                                                                     |
| 1987  | Neville Hay, Richard Hay, Bob Constanduros |
| 1988  | Neville Hay, Ian Titchmarsh, Paul Truswell, Janice Minton, Andy Smith |
| 1989  | Ian Titchmarsh, Paul Truswell, John Hindhaugh, Steve Ancsell, Joe Saward, Bob Constanduros, Janice Minton                                                                  |
| 1990  | Ian Titchmarsh, Paul Truswell, John Hindhaugh, Janice Minton, Martin Haven                                                                                                 |
| 1991  | Ian Titchmarsh, Paul Truswell, Steve Ancsell, Martin Haven, Simon Maurice                                                                                                  |
| 1992  | Paul Truswell, John Hindhaugh, Bob Constanduros, Steve Ancsell, Martin Haven                                                                                               |
| 1993  | Ian Titchmarsh, Paul Truswell, John Hindhaugh, Steve Ancsell, Janice Minton, Bob Constanduros, James Allen, Martin Haven                                                   |
| 1994  | Ian Titchmarsh, Paul Truswell, John Hindhaugh, Steve Ancsell, Bob Constanduros, Harry Turner                                                                               |
| 1995  | Ian Titchmarsh, Paul Truswell, John Hindhaugh, Steve Ancsell, Harry Turner, Graham Tyler, Richard Riley                                                                    |
| 1996  | Paul Truswell, John Hindhaugh |
| 1997  | Ian Titchmarsh, Paul Truswell, John Hindhaugh, Steve Ancsell |
| 1998  | Ian Titchmarsh, Paul Truswell, John Hindhaugh, Steve Ancsell |
| 1999  | Paul Truswell, John Hindhaugh, Ian Titchmarsh, David Addison, Gary Champion                                                                                                |
| 2000  | Paul Truswell, John Hindhaugh, Ian Titchmarsh, Gary Champion, Alan Hyde, Joe Bradley                                                                                       |
| 2001  | Paul Truswell, John Hindhaugh |
| 2002  | Paul Truswell, John Hindhaugh, Alan Hyde |
| 2003  | Paul Truswell, John Hindhaugh |
| 2004  | Paul Truswell, John Hindhaugh |
| 2005  | John Hindhaugh, Gary Champion, Holly Samos, Alan Hyde, Charles Dressing, Paul Truswell, Johnny Mowlem, Neville Hay, Joe Bradley, Graham Tyler, Henry Hope-Frost, Lucy Nell |
| 2006  | John Hindhaugh, Paul Truswell, Jim Roller, Gary Champion, Alan Hyde, Graham Tyler, Joe Bradley                                                                             |
| 2007  | John Hindhaugh, Paul Truswell, Jim Roller, Charles Dressing, Gary Champion, Bruce Jones, Graham Tyler, Nick Daman, Henry Hope-Frost                                        |
| 2008  | John Hindhaugh, Paul Truswell, Jim Roller, Charles Dressing, Graham Tyler, Joe Bradley, Bruce Jones, Nick Daman, Bob Constanduros, Paul Tarsey                             |
| 2009  | John Hindhaugh, Paul Truswell, Jim Roller, Charles Dressing, Graham Tyler, Joe Bradley, Bruce Jones, Nick Daman, Paul Tarsey, Johnny Mowlem.                               |
| 2010  | John Hindhaugh, Paul Truswell, Jim Roller, Charles Dressing, Graham Tyler, Joe Bradley, Bruce Jones, Nick Daman, Paul Tarsey, Jonny Palmer.                                |
| 2011  | John Hindhaugh, Paul Truswell, Jim Roller, Charles Dressing, Graham Tyler, Joe Bradley, Bruce Jones, Nick Daman, Paul Tarsey, Jonny Palmer.                                |
| 2012  | John Hindhaugh, Paul Truswell, Jim Roller, Charles Dressing, Joe Bradley, Bruce Jones, Nick Daman, Paul Tarsey, Jonny Palmer, Sam Collins, Shea Adam                       |
| 2013  | John Hindhaugh, Paul Truswell, Jim Roller, Joe Bradley, Bruce Jones, Nick Daman, Paul Tarsey, Jonny Palmer, Sam Collins, Graham Goodwin, Shea Adam                         |
| 2014  | John Hindhaugh, Paul Truswell, Jim Roller, Joe Bradley, Bruce Jones, Nick Daman, Paul Tarsey, Jonny Palmer, Sam Collins, Graham Goodwin, Shea Adam                         |
| 2015  | John Hindhaugh, Paul Truswell, Jim Roller, Joe Bradley, Bruce Jones, Nick Daman, Paul Tarsey, Jonny Palmer, Sam Collins, Shea Adam, Johnny Mowlem, Owen Mildenhall         |
| 2016  | John Hindhaugh, Paul Truswell, Jim Roller, Joe Bradley, Bruce Jones, Nick Daman, Paul Tarsey, Jonny Palmer, Sam Collins, Shea Adam, Owen Mildenhall                        |

Note : Paul Truswell, « statisticien des courses », était célèbre pour rester en permanence à son micro tout au long des 24 heures (et plus).

## Autres courses d'endurance

### Extension du service vers d'autres épreuves
Radio Show Ltd, la société derrière Radio Le Mans, fournit également des commentaires pour les séries American Le Mans Series, Le Mans Series, les 24 heures du Nürburgring et les 24 heures de Silverstone.
En août 2009, un autre canal, appelé RLM Extra, est ajouté pour permettre la diffusion de deux événements simultanément. La diffusion débute avec la couverture des 24 heures 2CV de Snetterton, pendant que le canal principal couvrait la course ALMS de Mid Ohio. Malgré tout, avec peu d'événements entrants en conflit, le service n'a pas été utilisé depuis 2010.
En 2011, les 6 heures du 360 Motor Racing Club ont été ajoutées à la liste des événements couverts par Radio Le Mans, suivies en 2012 par les 24 heures de Dubai.
2012 est également l'année de la première couverture en direct des Rolex 24h de Daytona. L'équipe fournit des commentaires en direct pendant 24 heures, ainsi que la couverture des essais et des qualifications. C'est le seul fournisseur à offrir ce service. Le son est également utilisé par Motors TV pour 15 heures de couverture télévisuelle, et sur Speed.com pour la couverture de nuit quand le service de celui-ci est normalement indisponible.
Depuis 2013, Radio Le Mans couvre également les 12 heures de Bathurst.

### American Le Mans Series radio
Depuis le premier Petit Le Mans en 1998, John Hindhaugh et le reste de l'équipe de Radio Le Mans ont commenté chaque manche de l'American Le Mans Series jusqu'à la fin 2010, date à laquelle les organisateurs du championnat ont pris la décision de supprimer la couverture radio à la suite de la signature par eux d'un nouveau contrat TV.
En 2000, l'équipe couvrait également deux courses du championnat European Le Mans Series, à Silverstone et au Nurburgring, et la Race of 1000 Years à Adelaide, Australie.
Le service, connu sous le nom de American Le Mans Radio Network, n'est pas seulement diffusé sur internet mais également par satellite sur Sirius satellite radio & XM satellite radio, habituellement sur XM144 Sport Nation. La radio est également diffusée sur chaque circuit sur 454 MHz, et parfois en local en AM ou FM.
Après la suppression du service radio ALMS en 2010, Radio Le Mans continue à couvrir les courses de Sebring et de Petit Le Mans qui faisaient aussi partie de l'Intercontinental Le Mans Cup, Sebring en 2012 étant aussi une manche du FIA World Endurance Championship.
L'ALMS a fusionné avec Grand-Am en 2014 pour former le United Sports Car Championship, celui-ci organisé par l'International Motor Sport Association (IMSA). En 2015, IMSA et les propriétaires de Radio Le Mans lancent une radio spécifique, appelée IMSA Radio.

#### ALMS & IMSA radio commentateurs et reporters
| Année                          | Commentaires | Analyses                                           | Reporters                                                                                     |
| ------------------------------ | --- | -------------------------------------------------- | --------------------------------------------------------------------------------------------- |
| 2016                           | John Hindhaugh (non présent à Laguna Seca) Jonny Palmer (Daytona seulement) Jim Roller (non présent à Long Beach)       | Jeremy Shaw                                        | Shea Adam Joe Bradley (Daytona seulement)                                                     |
| 2015                           | John Hindhaugh (non présent à Laguna Seca) Greg Creamer Jonny Palmer (Daytona seulement) Jim Roller (Daytona & Sebring) | Jeremy Shaw                                        | Shea Adam (non présent à Long Beach) Joe Bradley (Daytona seulement)                          |
| 2012 (Sebring)                 | Martin Haven (qualifications) Jonny Palmer (course) Paul Truswell                                                       | Nick Daman                                         |                                                                                               |
| 2011 (Sebring & Petit Le Mans) | John Hindhaugh (Sebring) Martin Haven (PLM)                                                                             | Jeremy Shaw (Sebring) Nick Daman (PLM)             | Jamie Howe Rick de Bruhl (Sebring)                                                            |
| 2010                           | John Hindhaugh (sauf Mid Ohio) Greg Creamer (Mid Ohio)                                                                  | Jeremy Shaw                                        | Jamie Howe Graham Tyler (Sebring seulement) Greg Creamer Nick Daman (Petit Le Mans seulement) |
| 2009                           | John Hindhaugh | Jeremy Shaw                                        | Jamie Howe Graham Tyler Greg Creamer                                                          |
| 2008                           | John Hindhaugh | Jeremy Shaw                                        | Lindy Thackston Nick Daman Graham Tyler Jamie Howe Kelli Stavast                              |
| 2007                           | John Hindhaugh (sauf Mazda Raceway Laguna Seca) Greg Creamer (Mazda Raceway Laguna Seca seulement)                      | Jeremy Shaw                                        | Jamie Howe Graham Tyler Jim Martin Bernadette Sanicola                                        |
| 2006                           | John Hindhaugh | Graham Tyler Jamie Howe Jeremy Shaw Doug Kelly     |                                                                                               |
| 2005                           | John Hindhaugh | Graham Tyler Doug Kelly Bill Adam Joe Bradley      |                                                                                               |
| 2004                           | John Hindhaugh | Graham Tyler Doug Kelly Bill Adam Joe Bradley      |                                                                                               |
| 2003                           | John Hindhaugh | Graham Tyler Doug Kelly Bill Adam Joe Bradley      |                                                                                               |
| 2002                           | John Hindhaugh | Joe Bradley Jim Martyn                             |                                                                                               |
| 2001                           | John Hindhaugh | Joe Bradley Jim Martyn                             |                                                                                               |
| 2000                           | John Hindhaugh | Jim Martyn Joe Bradley Jim Roller Charles Dressing |                                                                                               |

### Le Mans Series, ILMC and FIA World Endurance Championship
En 2008 Radio Le Mans débute sa couverture des Le Mans Series, en commençant par la deuxième manche du championnat à Monza en Italie.
Comme pour l'American Le Mans Series, les programmes sont diffusés sur internet. Au Nürburgring et à Silverstone, ils étaient également disponibles en AM et FM.
En 2009 la manche d'ouverture à Barcelone n'a pu être couverte à cause d'un conflit de date avec l'American Le Mans Series, mais la couverture avait repris à Spa-Francorchamps pour la seconde manche.
En 2010 toutes les manches sont commentées en direct, comme la course ILMC en Chine.
En 2011 toutes les manches de ILMC et de Le Mans Series étaient couvertes. En 2012, l'ILMC est remplacé par un nouveau championnat, le FIA World Endurance Championship. Ce nouveau championnat et les Le Mans Series, renommées European Le Mans Series, étaient tous les deux entièrement couverts.

#### ILMC, WEC & Le Mans Series commentateurs et reporters
| Année                                                                         | Commentaires                                                                    | Analyses | Reporters                                                                                                  |
| ----------------------------------------------------------------------------- | ------------------------------------------------------------------------------- | --- | --- |
| 2008                                                                          | John Hindhaugh                                                                  | Graham Goodwin Martin Haven (Nürburgring) Ian Titchmarsh (Silverstone)                                                                      | Nick Daman Graham Tyler Joe Bradley (Silverstone)                                                          |
| 2009                                                                          | John Hindhaugh                                                                  | Graham Goodwin | John Hindhaugh Nick Daman Graham Tyler                                                                     |
| 2010                                                                          | John Hindhaugh                                                                  | Graham Goodwin Graham Tyler | John Hindhaugh Nick Daman Graham Tyler                                                                     |
| 2011                                                                          | John Hindhaugh                                                                  | Graham Goodwin Graham Tyler (Le Castellet) Paul Truswell (Silverstone) Martin Haven (Silverstone, Petit Le Mans) Nick Daman (Petit Le Mans) | Nick Daman(Spa Imola Silverstone) Graham Tyler (Le Castellet) Jamie Howe (Sebring) Rick de Bruhl (Sebring) |
| 2012 WEC (excludes details for Le Mans 24 hours, which can be found above)    | John Hindhaugh (not Sebring) Martin Haven (Sebring) Jonny Palmer Jim Roller     | Graham Goodwin Paul Truswell | Nick Daman Louise Beckett                                                                                  |
| 2012 ELMS                                                                     | John Hindhaugh Jonny Palmer                                                     | Graham Goodwin Paul Truswell | Nick Daman                                                                                                 |
| 2013 WEC (excludes details for Le Mans 24 hours, which can be found above)    | John Hindhaugh Jonny Palmer (not Spa)                                           | Paul Truswell Graham Goodwin | Nick Daman Bruce Jones (Silverstone only)                                                                  |
| 2013 ELMS                                                                     | Jonny Palmer John Hindhaugh (Silverstone only) Paul Truswell (Silverstone only) | Graham Goodwin (Silverstone) Paul Truswell (Silverstone only) Nick Daman (Imola)                                                            | Nick Daman and Bruce Jones (Silverstone) Justine Monnier (Imola)                                           |
| 2014 WEC (excludes details for 24 Hours of Le Mans, which can be found above) | John Hindhaugh (Silverstone and Spa only) Jonny Palmer (not Spa)                | Paul Truswell (not Silverstone) Bruce Jones (not Spa) Graham Goodwin (Silverstone only)                                                     | Nick Daman (Silverstone) Joe Bradley (Silverstone)                                                         |
| 2014 ELMS                                                                     | Jonny Palmer                                                                    | Bruce Jones | Nick Daman (Silverstone) Joe Bradley (Silverstone)                                                         |
| 2015 WEC (excludes details for 24 Hours of Le Mans, which can be found above) | Jonny Palmer                                                                    | Bruce Jones Paul Truswell (not Silverstone) Alex Brundle                                                                                    | Nick Daman (Silverstone) Joe Bradley (Silverstone)                                                         |
| 2015 ELMS                                                                     | Jonny Palmer (not Silverstone) John Hindhaugh (Silverstone only)                | Bruce Jones (not Silverstone) Paul Truswell (not Silverstone) Martin Haven (Silverstone)                                                    | Nick Daman (Silverstone) Joe Bradley (Silverstone) Charlie George (not Silverstone)                        |
| 2016 WEC (excludes details for 24 Hours of Le Mans, which can be found above) | Jonny Palmer (not Silverstone, Mexico) Bruce Jones (Silverstone, Mexico)        | Paul Truswell Alex Brundle (Spa only) | Nick Daman (Silverstone) Joe Bradley (Silverstone)                                                         |
| 2016 ELMS                                                                     | Jonny Palmer (not Silverstone) John Hindhaugh (Silverstone only)                | Bruce Jones (not Silverstone) Paul Truswell (Silverstone)                                                                                   | Nick Daman (Silverstone) Joe Bradley (Silverstone) Charlie George (not Silverstone)                        |

### 24 heures du Nürburgring
Radio Le Mans couvre pour la première fois les 24 heures du Nürburgring en 2006, en même temps que les 24 heures du Mans, qui avaient lieu à la même date cette année-là.
L'année suivante voit pour la première fois un commentaire en langue anglaise de la course. Malgré tout, à la différence du Mans, le commentaire n'est pas assuré pendant 24 heures, mais s'arrête pendant six heures la nuit. Cette même année, la course a dû être arrêtée une partie de la nuit à cause d'un épais brouillard.
Les commentaires des 24 heures du Nürburgring sont un tel succès qu'ils sont reconduits en 2008 et 2009, mais en ne couvrant que les dix premières heures et les huit dernières heures de la course. En 2010, la course est commentée pendant la totalité des 24 heures par John Hindhaugh, Paul Truswell et Graham Goodwin. La même couverture est reproduite en 2011, avec Jim Roller se joignant en plus au trio.
À la différence des courses de Le Mans Series, au Nürburgring, les commentaires de la course ne sont pas diffusés en FM et ne sont disponibles qu'en ligne.

#### Commentateurs des 24 heures du Nürburgring
| Année | Commentaires                              | Analyses                         |
| ----- | ----------------------------------------- | -------------------------------- |
| 2007  | John Hindhaugh Jim Roller                 | Graham Goodwin                   |
| 2008  | John Hindhaugh Paul Truswell              | Johannes Gauglica Graham Goodwin |
| 2009  | John Hindhaugh Paul Truswell              | Graham Goodwin                   |
| 2010  | John Hindhaugh Paul Truswell              | Graham Goodwin                   |
| 2011  | John Hindhaugh Paul Truswell Jim Roller   | Graham Goodwin                   |
| 2012  | John Hindhaugh Paul Truswell Jonny Palmer | Graham Goodwin                   |
| 2013  | John Hindhaugh Paul Truswell Jim Roller   | Graham Goodwin                   |